# Economía de Beas de Segura
La economía de Beas de Segura, provincia de Jaén (España), está basada en el aceite de oliva, siendo este su principal motor. En los últimos decenios se ha ido perdiendo la diversidad de otros productos (cereal, forrajes, huertos), en sustitución por el olivar de almazara, convirtiéndose así en monocultivo, representado por la variedad picual, que es la que se cultiva, exceptuando un mínimo de la variedad gordal y sevillana, que sus aceitunas, son utilizadas para aliño doméstico.

## El olivar

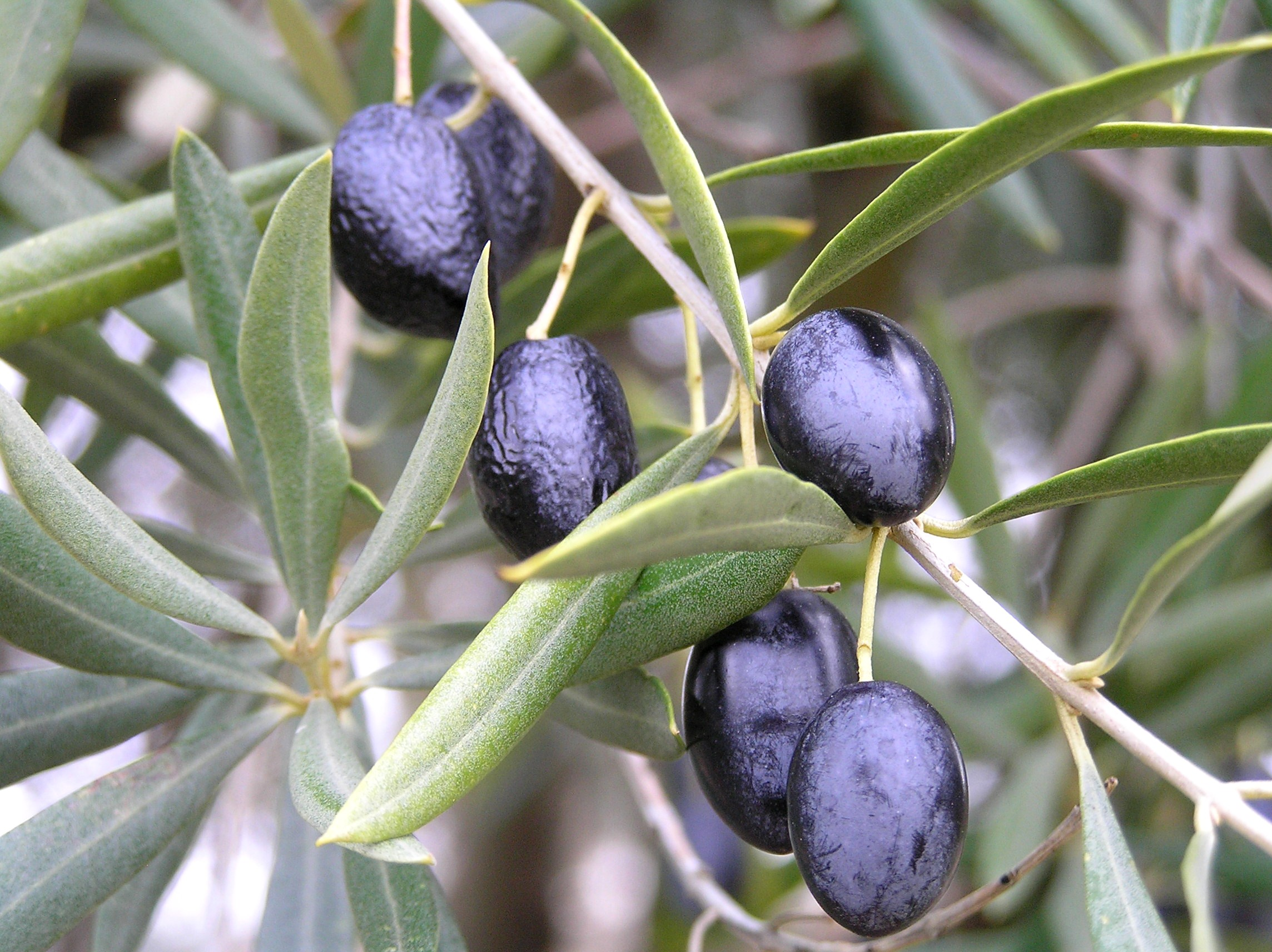
Aceitunas maduras.

El olivar siempre ha formado parte de la economía del municipio y además también ha estado y sigue estando presente en su cultura con diferentes manifestaciones, como antaño, los toros y bueyes de labranza del olivar, que en llegando abril se soltaban para correrlos en las fiestas de San Marcos, las cuadrillas de aceituneros, los remates de la aceituna, con los bailes autóctonos de Beas, como Los Cristos y Las Pesás y un largo etcétera de cosas más.

### Historia
Que los pecheros enteros, desde el día de Navidad primera que venga de este presente año, en estas leyes y establecimientos fueron hechos, hasta dos años primeros siguientes, planten y tengan cada uno en sus heredades y tierras, media aranzada de Olivar, que son treinta pies, y a este respecto todos los otros pecheros, de enero a abajo. Las cuales plantas de olivas sean de buen verduño y natio, la mejor que pudieren haber. E si alguno no tuviere tierra ni heredamiento suyo propio, que le dé el Concejo tierra en que la planten.
Leyes capitulares de la Orden de Santiago. Título XLV: de los Olivares. Reyes Católicos: Su secretario, Miguel Pérez de Almazán, Comendador de Beas. Aprobadas en Sevilla, 21 de febrero de 1503.

Con anterioridad a estas Leyes, los franciscanos que había en Beas ya tenían plantadas olivas, tanto cerca del Monasterio como en el lugar denominado arroyo de San Francisco: allí se conserva una oliva que ha sido inscrita en el libro los Récord Guinness, por su gran porte. Catalogada como la oliva más grande del mundo, es la Oliva de Fuentebuena. Con la segregación del Arroyo del Ojanco de Beas de Segura, la oliva de Fuentebuena ha pasado a ser de su término, la Junta de Andalucía, la declaró monumento natural.
Ya en el siglo XVII, cuando Sancho de Sandoval le envía aceite de oliva a Francisco de Quevedo, este lo elogia así: 

"No quiere Vuesa Merced que me pierda por falta de aceite, como las Vírgenes locas. Yo quedó de manera uncido por su liberalidad de Vuesa Merced, que puedo temer visitas de lechuzas. He dado grande alegría a los candiles y ensaladas".
Carta de Francisco de Quevedo a Sancho de Sandoval de Beas. La Torre de Juan Abad a 19 de enero de 1635.

Con las labores tradicionales de la corta con hacha, "el espestugo", la recogida de aceituna, la cava de olivas, se formaban cuadrillas para estas tareas; las bestias, tanto la caballar como la vacuna, de siempre han servido para elaborar algunas de las tareas cotidianas del olivar: acarreo de aceituna, labranza, transporte del ato, etcétera. La gastronomía ha sido relevante en las meriendas de los jornaleros: el blusón y las alforjas se han perdido, pero esa tradición gastronómica ligada al olivar aún conserva algunos de sus platos.

### Actual

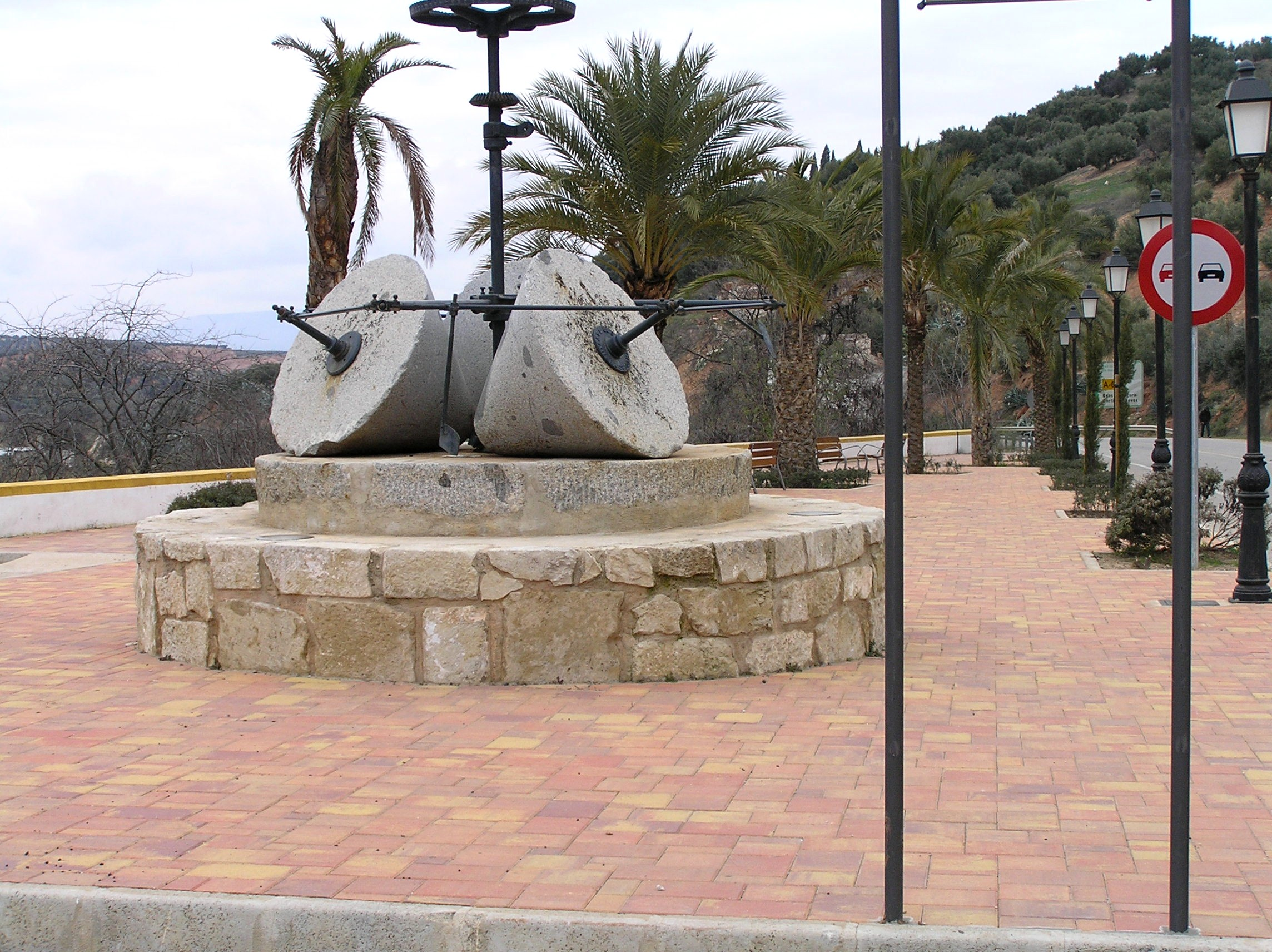
Monumento dedicado al aceite, en el Paseo de Fontvielle, a la entrada de Beas de Segura.

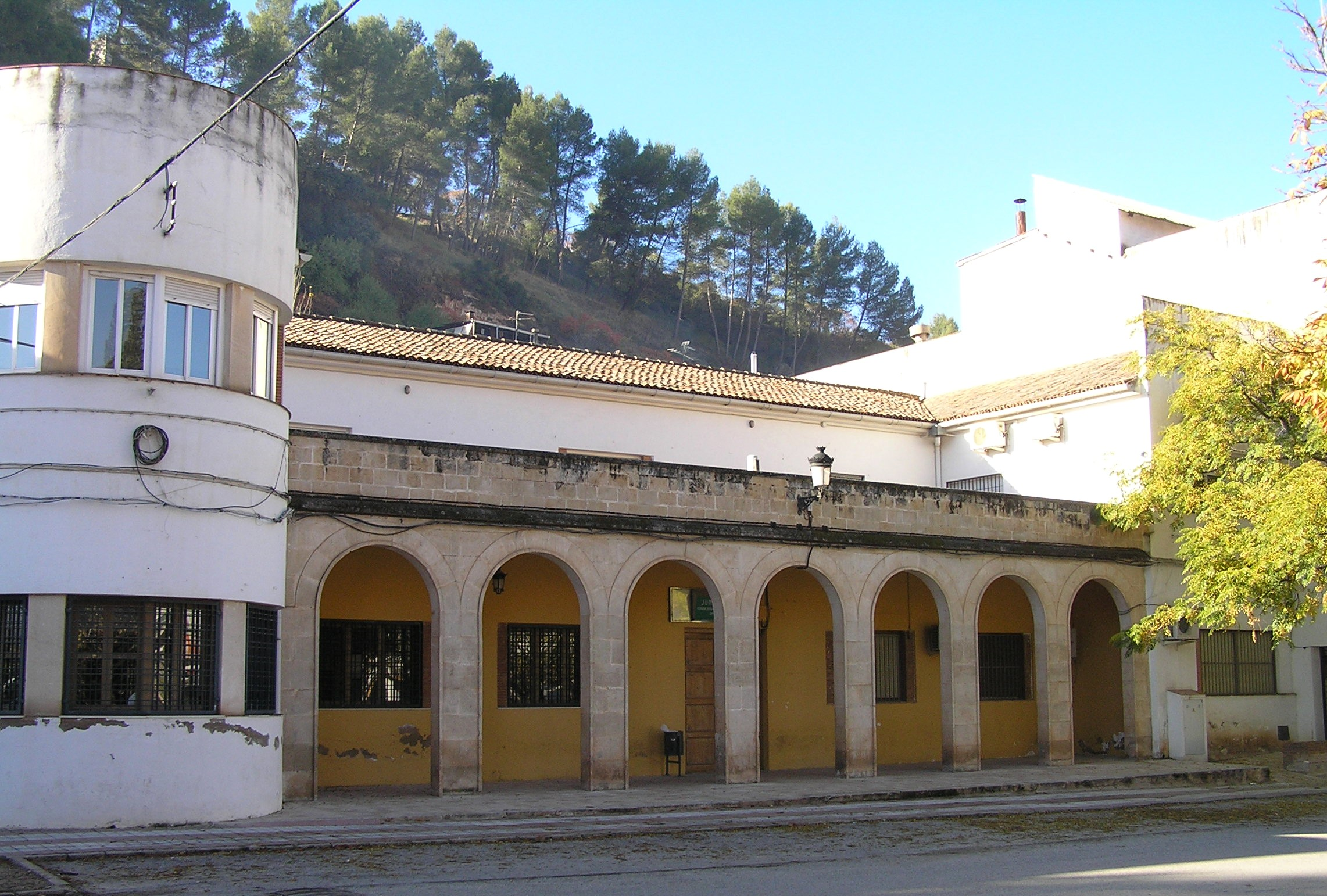
Edificio donde se encuentran la Oficina Comarcal Agraria y APROL Sierra de Segura.

Con la modernización del campo y la entrada de maquinaría, se ha producido una evolución notable en el cultivo del olivar. La adaptación de nuevas máquinas para la recogida de aceituna, tractores y otros elementos, han hecho que se multiplique la producción notablemente, dando lugar a convertirse en un monocultivo.
Beas está integrada dentro de la Denominación de Origen de la Sierra de Segura y también está incluida en la Asociación de Municipios del Olivo de España, dentro de la provincia de Jaén, (AMOE). Es el municipio que más olivas tiene del mundo, por extensión de terreno.
También cuenta con una OCA y una OPR:
Oficina Comarcal Agraria
Para atender las gestiones administrativas que los agricultores y ganaderos de Beas de Segura tienen que realizar existe una Oficina Comarcal Agraria dependiente de la Consejería de Agricultura y Pesca de la Junta de Andalucía. Esta oficina presta servicio a los municipios de la comarca de la Sierra de Segura. Este organismo público ejerce las funciones de las Delegaciones Provinciales en los ámbitos comarcales. Entre sus funciones destacan:
- La preparación de los estudios necesarios para la planificación de actuaciones en la comarca, que permitan su desarrollo integrado.
- Información al sector agrario de cuantos aspectos puedan ser de su interés.
- Información al agricultor en relación con la gestión de ayudas.
- Promover el desarrollo rural integral.
- Participar en el proceso de transferencia de tecnología al sector agropecuario, facilitando la formación y capacitación de los agricultores.
- Inspecciones agropecuarias en general.
- Asesoramiento y apoyo técnico a los productores agrarios.

OPR. Aprol Sierra de Segura
Esta OPR. es la encargada de tramitar las diferentes solicitudes de ayudas, subvenciones y otras prestaciones de las cuales son beneficiados los olivareros que están acogidos a ella de Beas de Segura, la Comarca de la Sierra de Segura y Chiclana de Segura. También es la encargada de resolver y subsanar anomalías y errores producidos en el proceso de tramitación.
Asimismo en Beas hay oficinas de asociaciones de olivareros como ASAJA y COAG, donde los socios olivareros, son atendidos e informados de todo lo relacionado con el olivar.
Patrimonio Comunal Olivarero

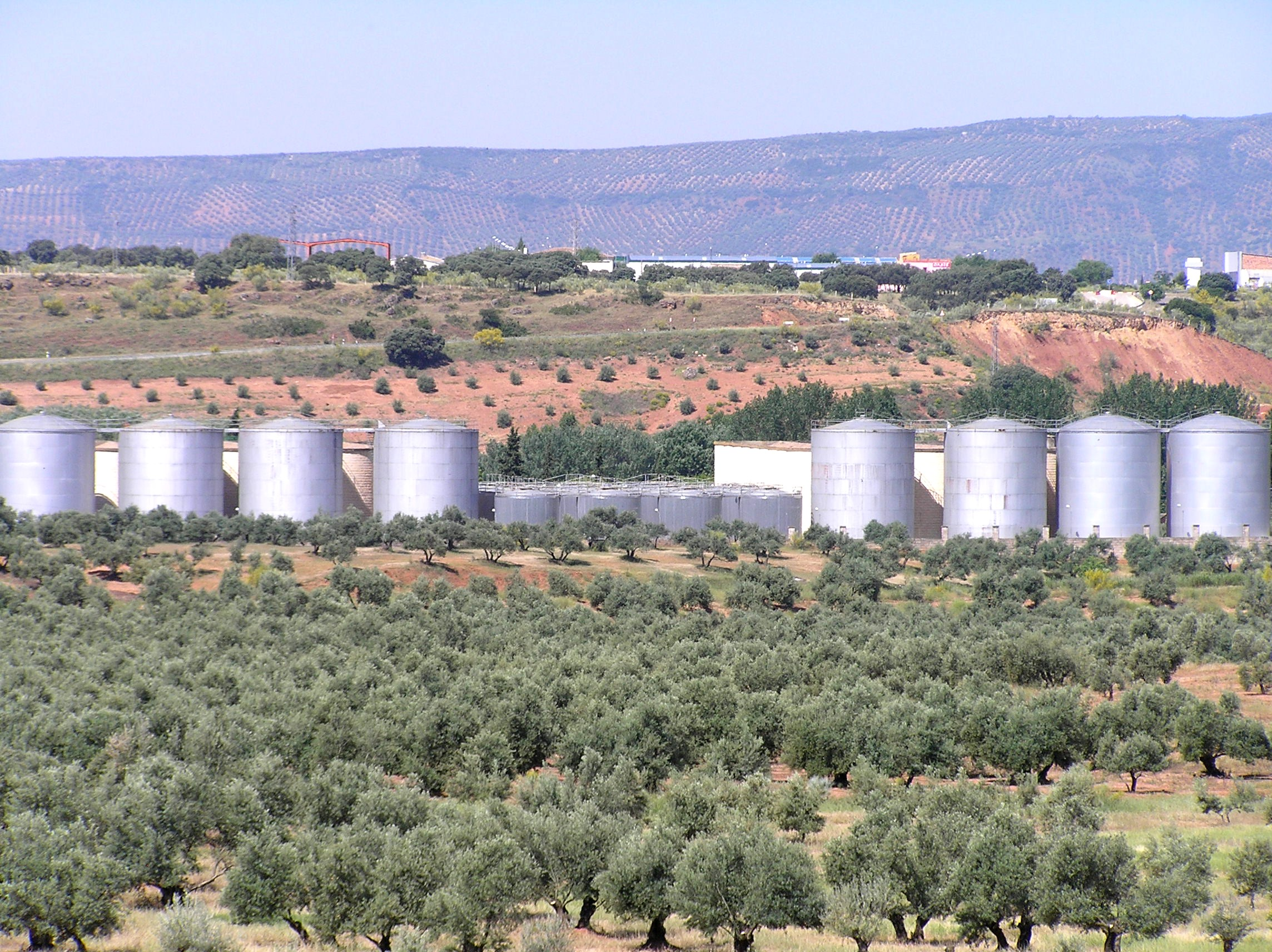
Vista posterior del Patrimonio Comunal Olivarero de Beas de Segura.

Con el objeto de prestar servicio a los productores olivareros, y al sector oleícola en general, el PCO dispone en la actualidad de 14 unidades de almacenamiento, con una capacidad total de 396.683 toneladas, repartidas en 8 provincias olivareras de 4 comunidades autónomas. Por su capacidad; larga experiencia en materia de almacenamiento, ya que hace más de 50 años que inició esta actividad; el volumen de aceite que ha almacenado, con cifras del orden de los 300 millones de kg. en muchas campañas; la absoluta normalidad en las operaciones realizadas en toda su trayectoria, en las que la cantidad y la calidad han estado aseguradas, es la FPCO el primer almacenista de aceite de oliva del mundo.
| Cultivos herbáceos | Superficie                            | 12 ha                              |
| Cultivos herbáceos | Principal cultivo herbáceo de regadío | Cereales de invierno para forraje. |
| Cultivos herbáceos | Superficie cultivada de cereales      | 2 ha                               |
| Cultivos herbáceos | Principal cultivo herbáceo de secano  | Ajo                                |
| Cultivos herbáceos | Superficie cultivada de ajo           | 1 ha                               |
| Cultivos leñosos   | Superficie                            | 10.234 ha                          |
| Cultivos leñosos   | Principal cultivo leñoso de regadío   | Olivar de aceituna de aceite       |
| Cultivos leñosos   | Superficie de olivar de regadío       | 799 ha                             |
| Cultivos leñosos   | Principal cultivo leñoso de secano    | Olivar de aceituna de aceite       |
| Cultivos leñosos   | Superficie de olivar de secano        | 9.395 ha                           |

### Cooperativas
Actualmente en Beas de Segura y sus pedanías hay seis cooperativas y dos almazaras.

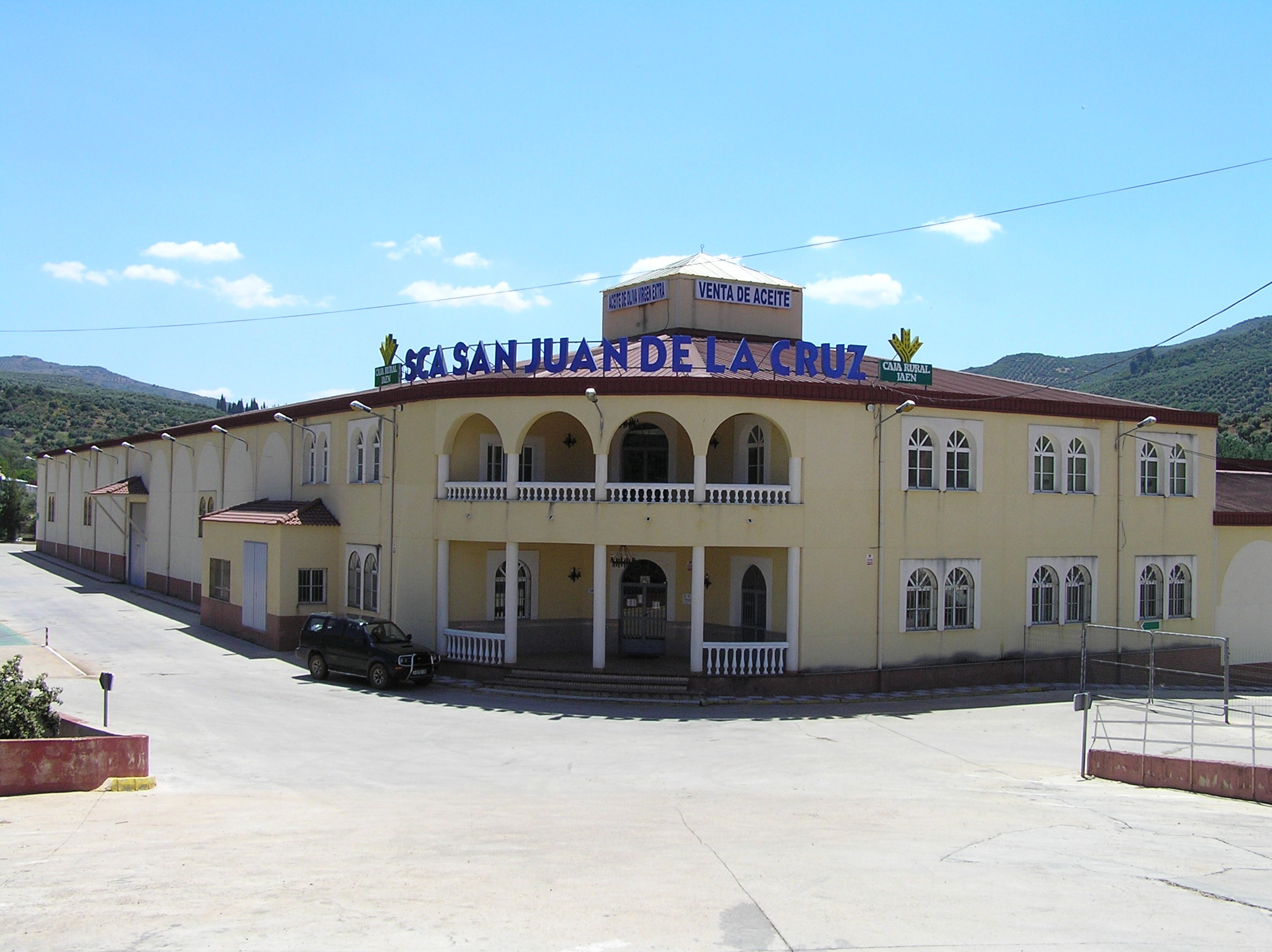
SCA. San Juan de la Cruz.
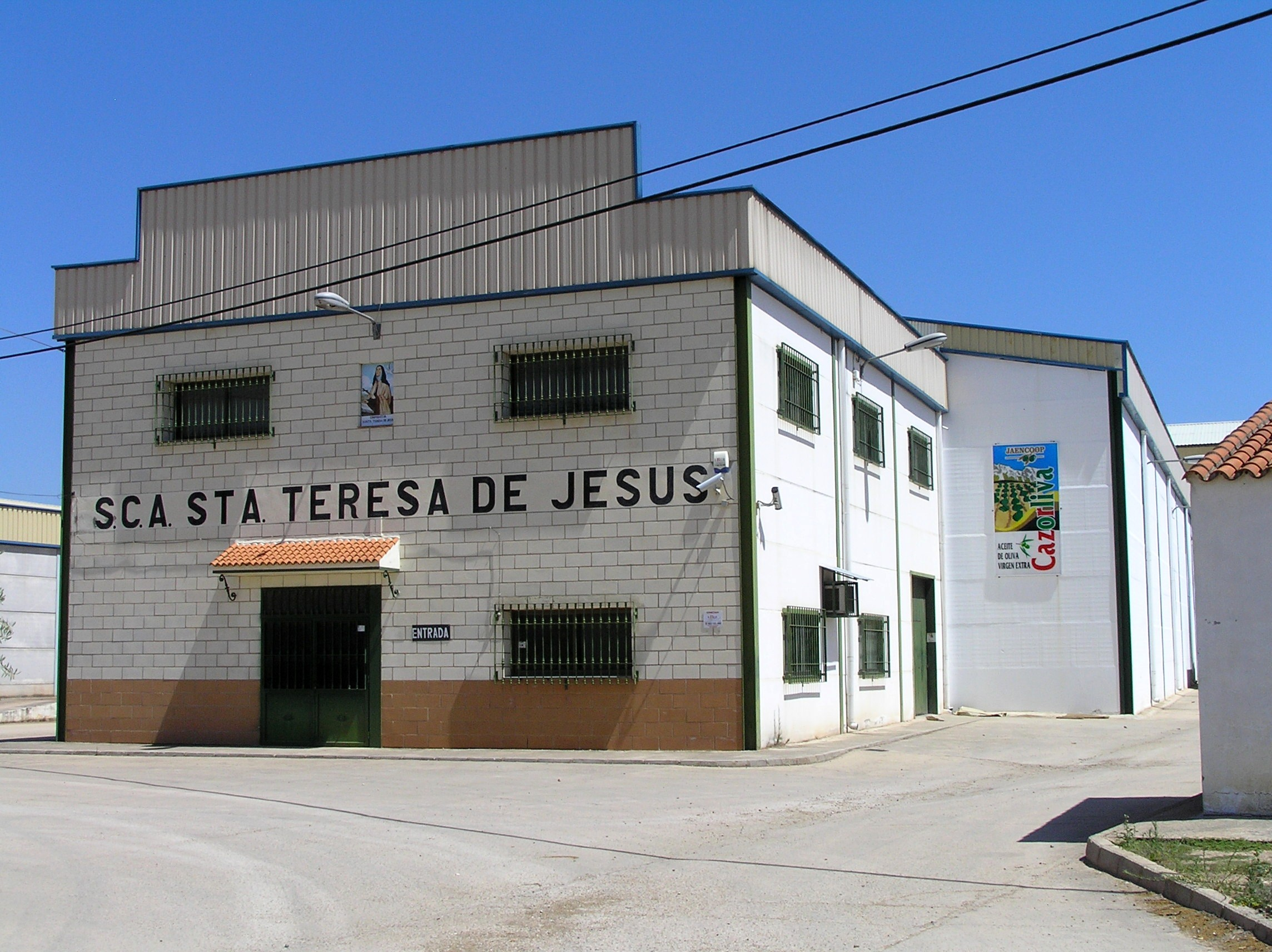
SCA. Santa Teresa de Jesús.
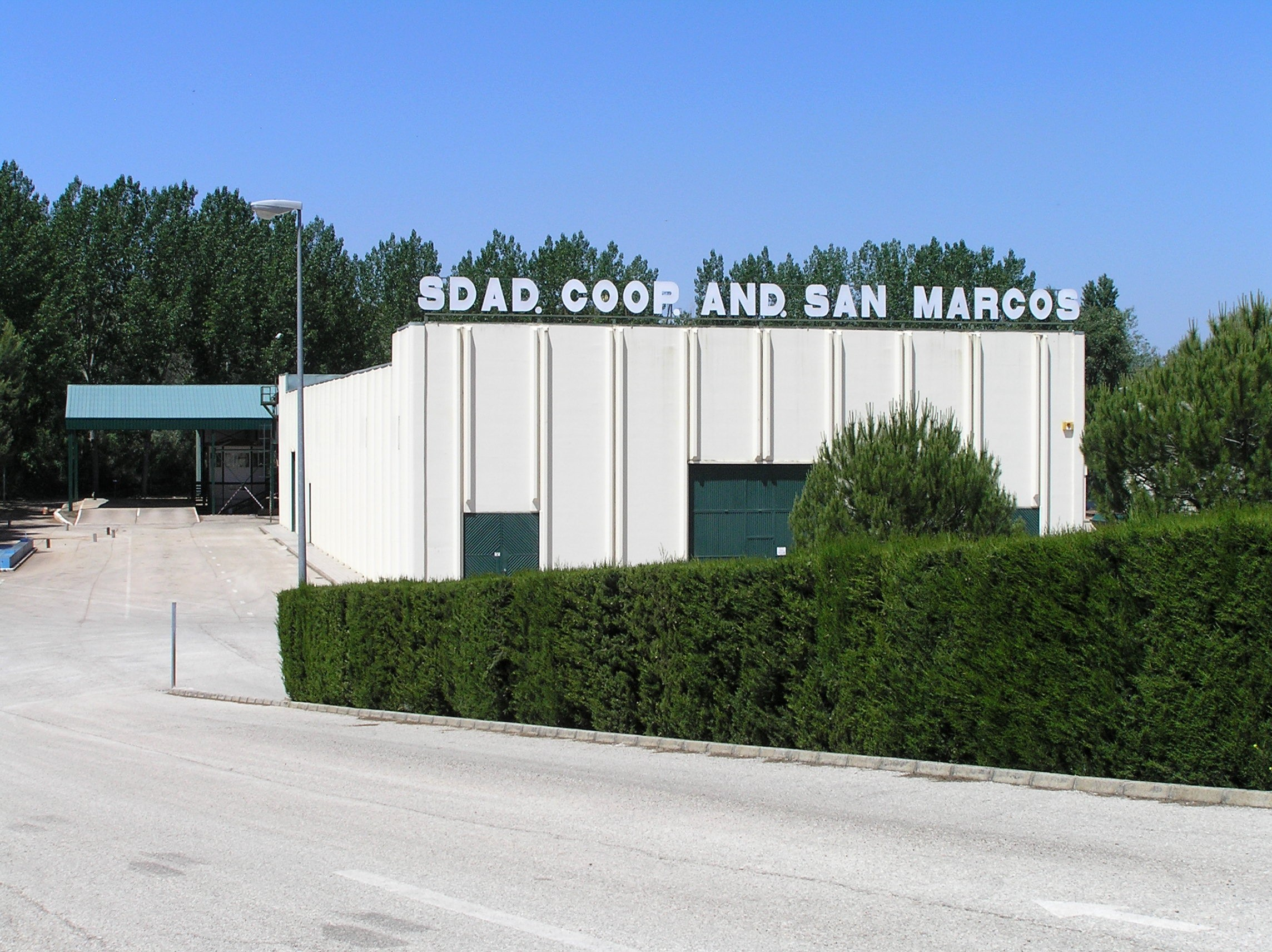
SCA. San Marcos.
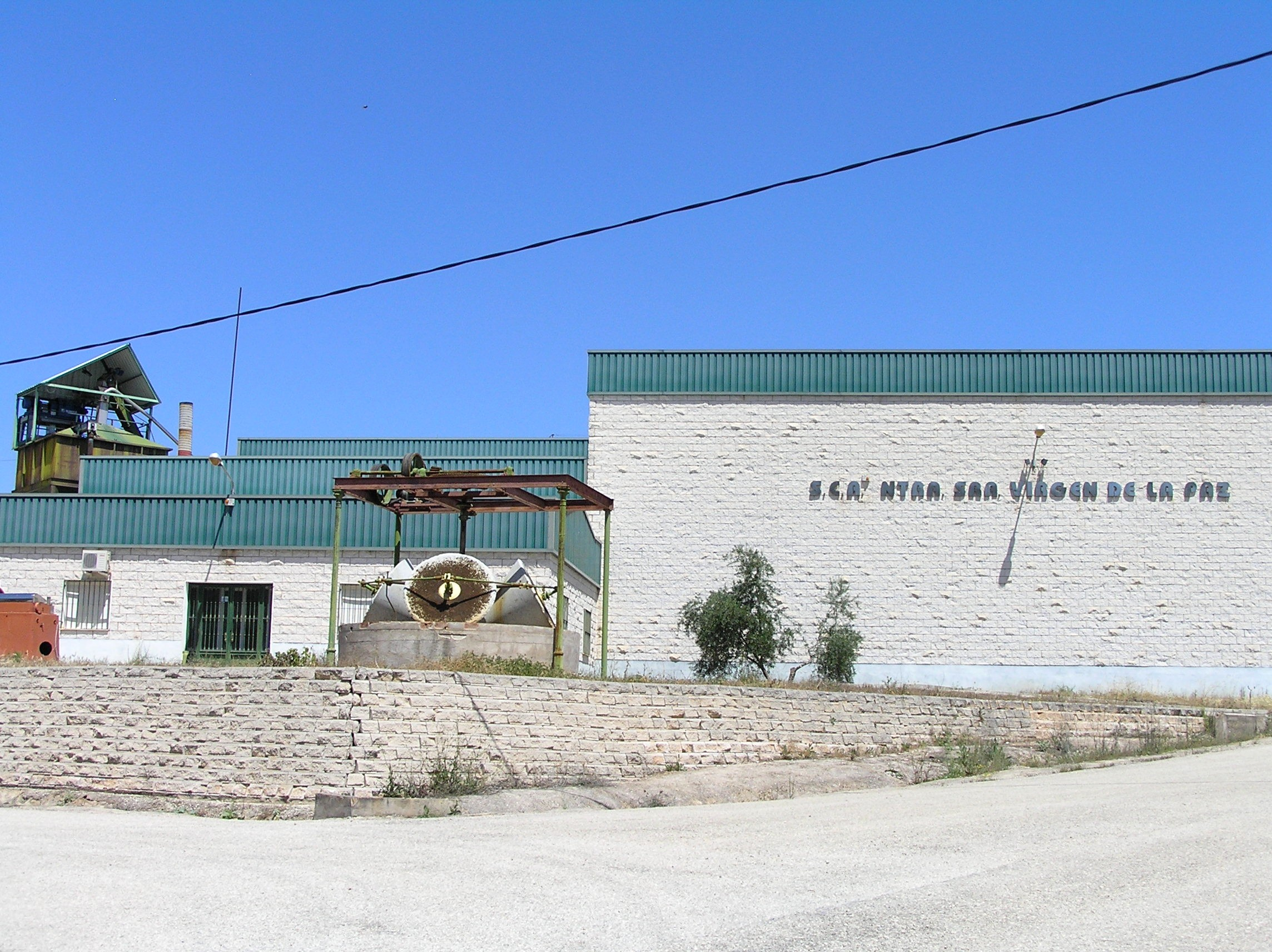
SCA. Ntra. Sra. Virgen de la Paz.

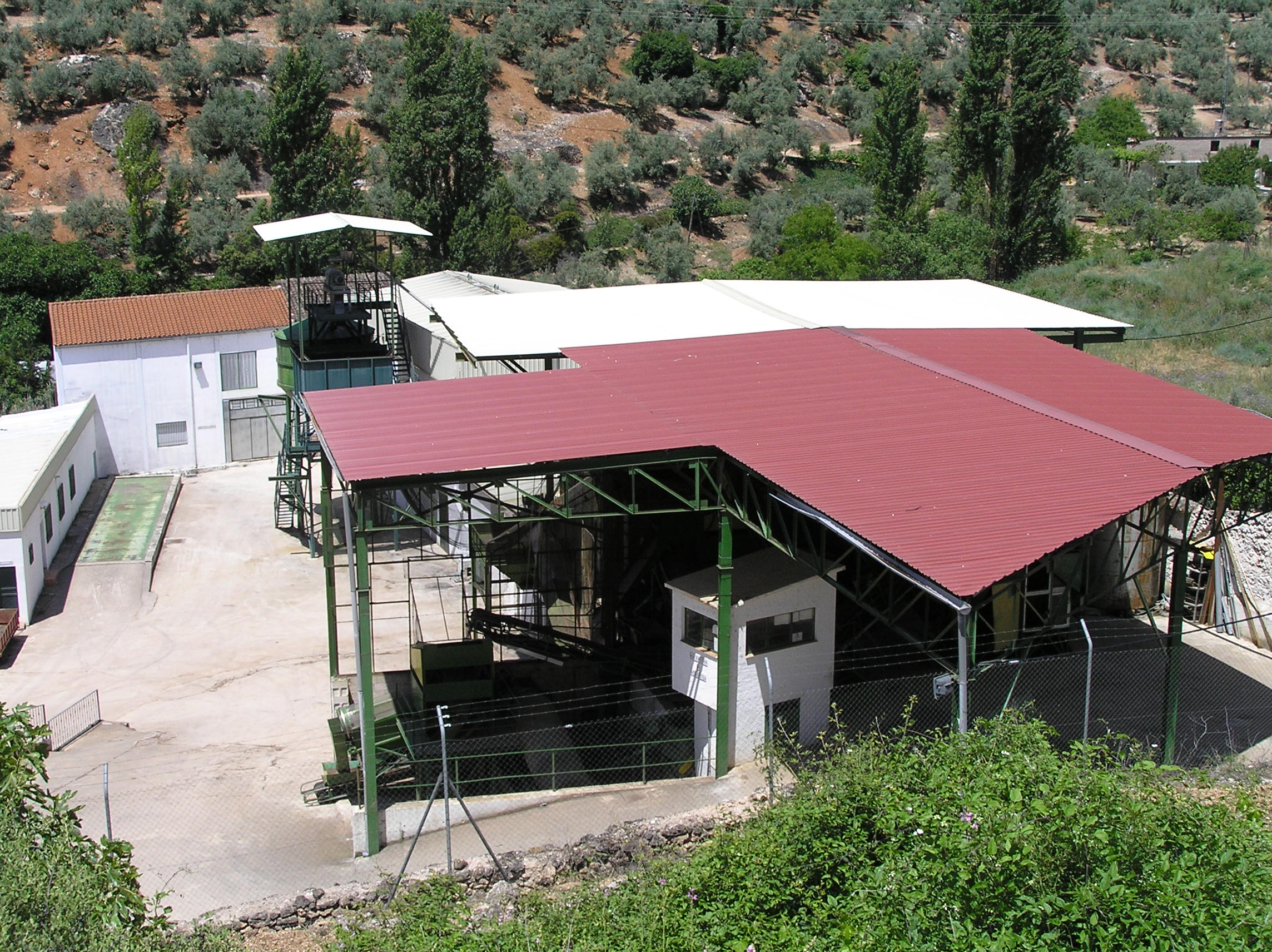
SCA. Ntra. Sra. del Rosario. (Cuevas de Ambrosio).
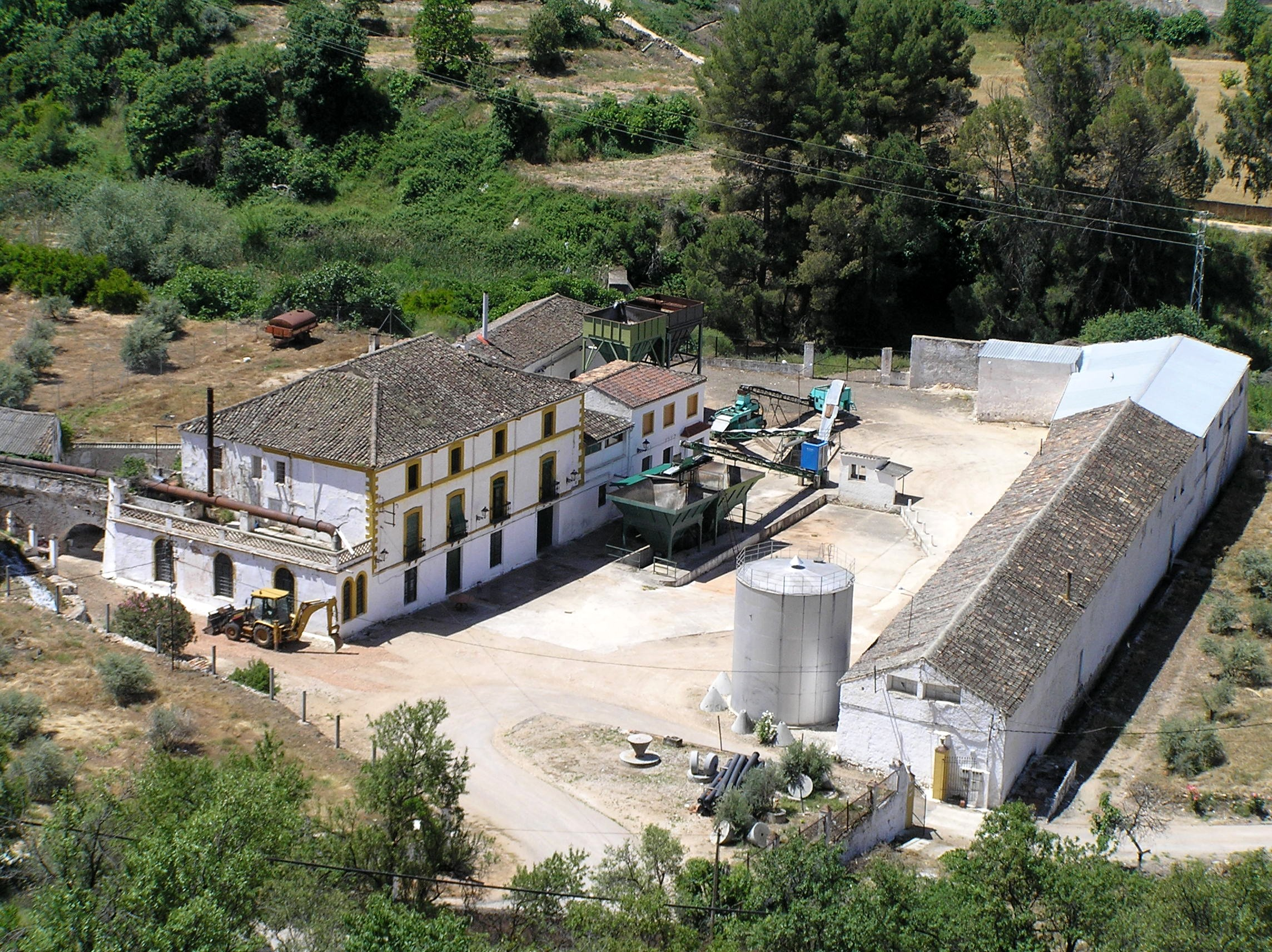
Almazara el Tobar de Beas.
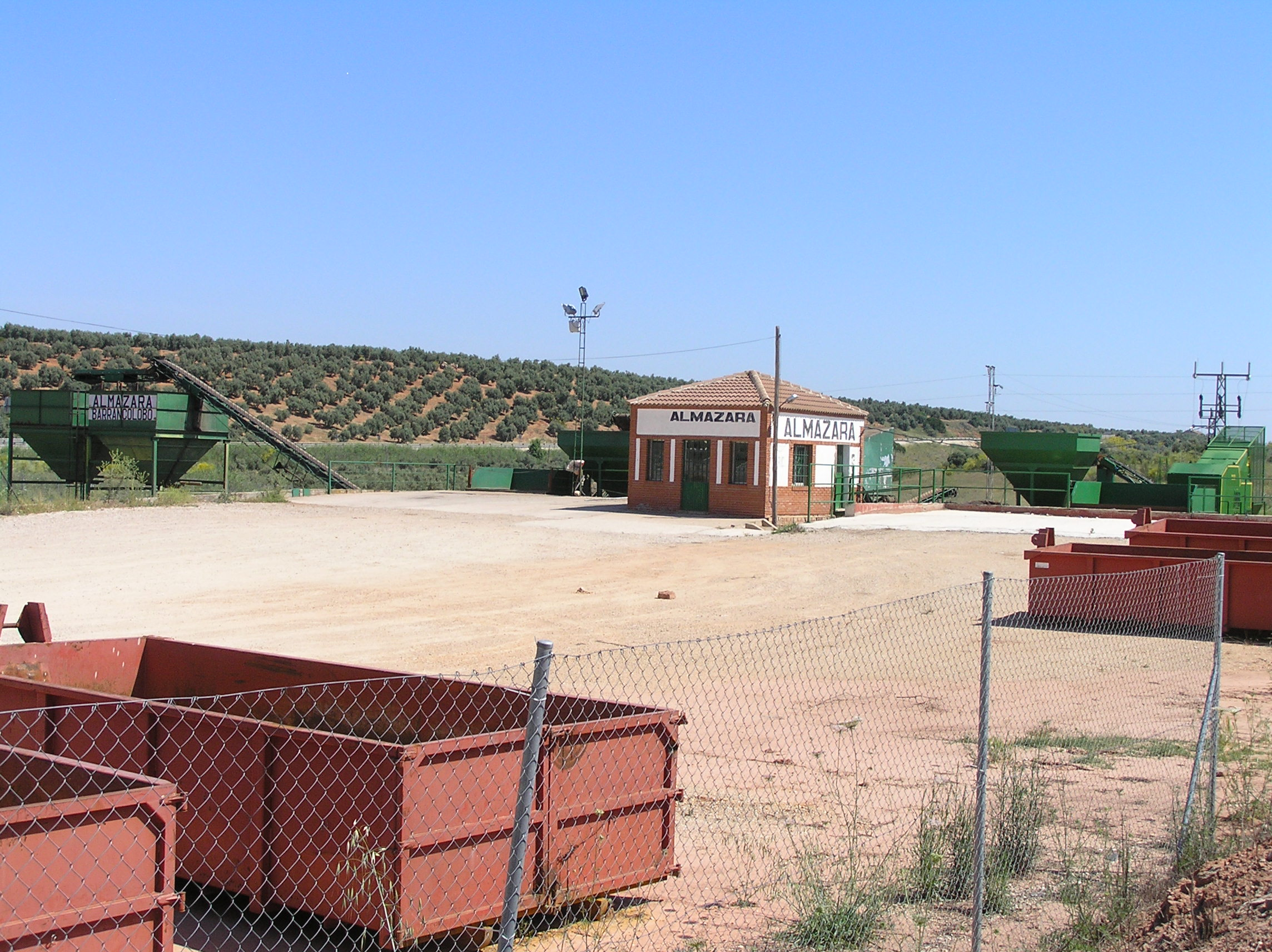
Almazara Barrancolobo.

## Ganadería
El ganado ovino y caprino, cuenta con gran número de cabezas, aprovechando los pastos y las dehesas que hay en su territorio. Por el término de Beas de Segura pasa una vía de trashumancia, que dentro de su territorio parte del Puente Mocho hasta las Piedras de Natao, -o viceversa-.
En el polígono de "El Cornicabral" hay un centro de selección y mejora de la oveja segureña.

## Industria
| Sector industrial             | Empresas |
| Energía y agua                | 1        |
| Extracción minería y químicas | 6        |
| Industria metalúrgica         | 7        |
| Industria manufacturera       | 29       |
| Total                         | 43       |

## Actividades comerciales
| Sector comercial                                                                 | Empresas |
| Oficinas bancarias. Bancos (2), Cajas de ahorros (4) Cooperativas de crédito (1) | 7        |
| Empresas comerciales mayoristas                                                  | 9        |
| Empresas comerciales minoristas                                                  | 174      |
| Supermercados                                                                    | 7        |
| Bares y restaurantes                                                             | 46       |